# 涼風P
涼風P（すずかぜピー）は日本の音楽家、ブロガー。正式には「涼風涼雨」（すずかぜりょう）名義で活動している。名前の最後についている「P」はproducerの頭文字であるが、涼風Pと呼ばれることが多いため本稿では名前として扱う。

## 概要
ニコニコ動画を中心に作品を発表している。本業は岐阜県在住のパラレルキャリア。2004年11月に歌声合成ソフトMEIKOの販売と同時に購入。2007年10月、ニコニコ動画で歌声合成ソフト初音ミクを使った楽曲を投稿し人気となる。以降、MEIKOを使った楽曲を中心に音楽投稿を続け、JOYSOUNDでのカラオケ配信が開始される。東京サウンドプロダクションと音楽作家契約を結び、ブログと音楽を組み合わせたメディアを立ち上げるなど、音楽と広告媒体を活用した働き方を実践している。自身のブログでは音楽需要の高まりと共に音楽を自由に使えるコンテンツ作成をしたいと語っており、音楽と生活を切り離すつもりはないとしている。

## 商業作品

### CD
- 『V love 25 -Hearts-』（BinaryMixx Records 2012年6月13日）
  - ボーカロイド楽曲の “今” が楽しめる「V♥25（ぶい らぶ にこ）」の第8弾。
  - MEIKOによる「kaguya」を収録。

### ゲーム
- 『初音ミク -Project DIVA- 2nd』（PSP用ゲーム　2010年7月29日）
  - エディット用楽曲としてMEIKOによる「Hometown」を収録。

### JOYSOUNDカラオケ配信
- 理想の世界 / 涼風涼雨 feat.初音ミク
- 優しい気持ち / 涼風涼雨 feat.初音ミク
- 近未来都市 / 涼風涼雨 feat.初音ミク
- 忘れ歌 / 涼風涼雨 feat.初音ミク
- 温度 / 涼風涼雨 feat.初音ミク
- 折れない心 / 涼風涼雨 feat.MEIKO
- 銀の夢 / 涼風涼雨 feat.MEIKO

## 影響
涼風Pが2007年10月26日に配信した「近未来都市」はVOCALOIDのブーム全体に大きな影響を与えた。
- 近未来都市は物語楽曲としてシリーズ化され、有名ボーカロイドPであるゆうゆPにアレンジされるなど一世風靡した。
- 人気に対して動画再生数が少ないとの意見が多かったが、カラオケ配信楽曲の多さからコアなファンが付いていることが分かる
- 涼風Pの認知と共に自身の音楽素材配布サイトの使用率が高まる。人気フリーゲームの月夜に響くノクターンに使用されるなど、ボーカロイド以外でも影響を与えた。